# 村田光平
村田 光平（むらた みつへい、1938年 - ）は、日本の元外交官。大学教授。東京都出身。

## 来歴
1938年、東京都に生まれる。
1961年、東京大学法学部第2類（公法コース）卒業後、2年間、外務省研修生としてフランスに留学。
その後、分析課長、中東第一課長、宮内庁御用掛、在アルジェリア公使、在仏公使、国連局審議官、公正取引委員会事務総局官房審議官、在セネガル大使、衆議院渉外官などを歴任。
1996年～1999年9月、在スイス大使。
1999年～2011年、東海学園大学教授。
2000年～2002年、稲盛財団評議員、京セラ株式会社顧問。
2002年～2012年、サカエ・シュテンジ財団理事。
2004年～2008年、原発震災を防ぐ全国署名連絡会顧問。
～2015年、公益財団法人日本ナショナルトラスト顧問（～2004年）、原発震災を防ぐ全国署名連絡会名誉顧問、地球システム・倫理学会常任理事、東海学園大学名誉教授、天津科技大学名誉教授、工学院大学孔子学院客員研究員、日本ビジネスインテリジェンス協会顧問。